# Walter Köberle
Walter Köberle (* 13. Januar 1949 in Kaufbeuren) ist ein ehemaliger deutscher Eishockeyspieler, -trainer und -funktionär, der den Großteil seiner Karriere bei der Düsseldorfer EG verbrachte, für die er außerdem auch schon als Co- sowie Cheftrainer tätig war. Köberle gewann mit der DEG zweimal die Deutsche Meisterschaft und konnte 1976 mit der Eishockeynationalmannschaft die Bronzemedaille bei den Olympischen Winterspielen in Innsbruck gewinnen. 

## Spielerkarriere
Köberle gab sein Debüt bei den Senioren in der Saison 1965/66 beim ESV Kaufbeuren, für den er sechs Jahre – davon zwei in der 2. Bundesliga – spielte. Zur Saison 1971/72 stieß er zur Düsseldorfer EG, die in dieser Saison ihre zweite Deutsche Meisterschaft nach 1967 feiern konnte. Drei Jahre später konnte Köberle seine zweite Meisterschaft mit den Düsseldorfern feiern. Der Kaufbeurer gehörte zu den Publikumslieblingen bei der DEG. Der Nationalspieler sollte das Highlight seiner Eishockeykarriere indes noch erleben, so gewann er unter dem damaligen Nationaltrainer Xaver Unsinn bei den Olympischen Winterspielen 1976 in Innsbruck die Bronzemedaille.
Dafür wurde er – zusammen mit der deutschen Eishockey-Olympiamannschaft – mit dem Silbernen Lorbeerblatt ausgezeichnet.
Köberle wechselte zur Saison 1981/82 zum großen Rivalen der DEG – dem Kölner EC, für den er nur eine Saison spielte, um dann wieder zur DEG zurückzukehren und seine Karriere dort 1983 ausklingen zu lassen.
Neben den zwei Meisterschaften konnte Köberle auch drei Vizemeisterschaften mit den Düsseldorfern in den Jahren 1973, 1980 sowie 1981 erringen. Er ist der zehnterfolgreichste Punktesammler der Düsseldorfer Vereinsgeschichte.

## Nach dem Karriereende
Nach seiner aktiven Laufbahn als Spieler war Köberle lange Jahre im Nachwuchs der DEG tätig. Er veröffentlichte 1991 gemeinsam mit Friedhelm Raspel das Buch „Eishockey – Vom Junior zum Champion“ (ISBN 3-7919-0443-4). Im August 1993 wurde Köberle als neuer Cheftrainer bei den Eisbären Berlin angekündigt, musste jedoch aus gesundheitlichen Gründen noch vor Beginn der Saison wieder zurücktreten.
Nach dem Wiedereinstieg der DEG in die höchste deutsche Spielklasse zur 2000/01 – nach zweijährigem Gastspiel in der zweiten Liga, die mit der Meisterschaft im Jahr 2000 endete – wurde Köberle unter Gerhard Brunner Co-Trainer der Düsseldorfer EG.
Im Oktober 2004 übernahm er für drei Spiele die Position des Cheftrainers, bis ihn Butch Goring ablöste, der 2003 mit den Krefeld Pinguinen Deutscher Meister geworden war. Zur Saison 2005/06 wurde Köberle in die neue Rolle des Teamleiters befördert, durch die er 2006 und 2009 die Vizemeisterschaft sowie 2006 den DEB-Pokal mit der DEG gewinnen konnte. Köberle organisierte in seiner Funktion unter anderem Auswärtsfahrten und kümmerte sich um die Belange der Spieler. Im Januar 2012 wurde Walter Köberle zum sportlichen Leiter der DEG ernannt und wurde somit Nachfolger von Lance Nethery. Köberle war bis 2014 in dieser Position bei der DEG.
Am 13. Januar 2013 wurde Köberle von der Düsseldorfer EG für seine Arbeiten als Funktionär und Spieler geehrt. Ein Banner wurde an der Hallendecke des ISS Domes installiert, seine Trikotnummer 13 wird nie wieder vergeben.